# الخاندرو مارانیون
الخاندرو مارانیون (انگلیسی: Alejandro Marañón؛ زادهٔ ۱۵ مهٔ ۱۹۸۰) بازیکن فوتبال اهل اسپانیا است.
از باشگاه‌هایی که در آن بازی کرده‌است می‌توان به باشگاه ورزشی رئال مایورکا، باشگاه فوتبال سویا، و باشگاه فوتبال رئال مورسیا اشاره کرد.